# Campeonato Neerlandés de Fútbol 1952-53
El Campeonato Neerlandés de Fútbol 1952/53 fue la 64.ª edición del campeonato de fútbol de los Países Bajos. Participaron 56 equipos divididos en cuatro divisiones. El campeón nacional sería determinado por un grupo final formado con los ganadores de cada división. RCH ganó el campeonato de este año.

## Divisiones

### Eerste Klasse A
|    | Club            | PJ | PG | PE | PP | GF | GC | Pts | DG  |                                           |
| -- | --------------- | -- | -- | -- | -- | -- | -- | --- | --- | ----------------------------------------- |
| 1  | RCH             | 26 | 16 | 7  | 3  | 49 | 21 | 39  | +28 | Clasificado al grupo final por el título. |
| 2  | VSV             | 26 | 13 | 6  | 7  | 50 | 34 | 32  | +16 |                                           |
| 3  | AFC Ajax        | 26 | 12 | 6  | 8  | 53 | 40 | 30  | +13 |                                           |
| 4  | HFC EDO         | 26 | 11 | 7  | 8  | 30 | 32 | 29  | -2  |                                           |
| 5  | DOS             | 26 | 13 | 2  | 11 | 62 | 49 | 28  | +13 |                                           |
| 6  | FC Wageningen   | 26 | 7  | 14 | 5  | 30 | 28 | 28  | +2  |                                           |
| 7  | Heracles        | 26 | 9  | 8  | 9  | 51 | 51 | 26  | 0   |                                           |
| 8  | GVAV Rapiditas  | 26 | 9  | 6  | 11 | 47 | 47 | 24  | 0   |                                           |
| 9  | Enschedese Boys | 26 | 9  | 6  | 11 | 40 | 47 | 24  | -7  |                                           |
| 10 | NEC Nijmegen    | 26 | 8  | 7  | 11 | 31 | 39 | 23  | -8  |                                           |
| 11 | Sneek Wit Zwart | 26 | 7  | 8  | 11 | 31 | 45 | 22  | -14 |                                           |
| 12 | De Volewijckers | 26 | 9  | 3  | 14 | 41 | 43 | 21  | -2  |                                           |
| 13 | Zwolsche Boys   | 26 | 7  | 6  | 13 | 34 | 58 | 20  | -24 |                                           |
| 14 | LAC Frisia 1883 | 26 | 5  | 8  | 13 | 32 | 47 | 18  | -15 | Descendido.                               |

PJ = Partidos jugados; PG = Partidos ganados; PE = Partidos empatados; PP = Partidos perdidos; GF = Goles a favor; GC = Goles en contra; Pts = Puntos; DG = Diferencia de goles

### Eerste Klasse B
|    | Club                | PJ | PG | PE | PP | GF | GC | Pts | DG  |                                           |
| -- | ------------------- | -- | -- | -- | -- | -- | -- | --- | --- | ----------------------------------------- |
| 1  | Vitesse             | 26 | 16 | 4  | 6  | 43 | 32 | 36  | +11 | Clasificado al grupo final por el título. |
| 2  | Stormvogels         | 26 | 15 | 4  | 7  | 66 | 33 | 34  | +33 |                                           |
| 3  | sc Heerenveen       | 26 | 15 | 4  | 7  | 59 | 40 | 34  | +19 |                                           |
| 4  | HFC Haarlem         | 26 | 13 | 8  | 5  | 44 | 32 | 34  | +12 |                                           |
| 5  | SC Enschede         | 26 | 12 | 6  | 8  | 47 | 44 | 30  | +3  |                                           |
| 6  | DWS                 | 26 | 11 | 5  | 10 | 46 | 36 | 27  | +10 |                                           |
| 7  | VV Leeuwarden       | 26 | 11 | 4  | 11 | 52 | 42 | 26  | +10 |                                           |
| 8  | Elinkwijk           | 26 | 11 | 3  | 12 | 35 | 40 | 25  | -5  |                                           |
| 9  | Blauw-Wit Amsterdam | 26 | 9  | 6  | 11 | 32 | 32 | 24  | 0   |                                           |
| 10 | HVV 't Gooi         | 26 | 8  | 7  | 11 | 35 | 39 | 23  | -4  |                                           |
| 11 | AGOVV Apeldoorn     | 26 | 8  | 6  | 12 | 41 | 49 | 22  | -8  |                                           |
| 12 | Be Quick 1887       | 26 | 8  | 6  | 12 | 48 | 67 | 22  | -19 |                                           |
| 13 | Go Ahead            | 26 | 5  | 6  | 15 | 32 | 50 | 16  | -18 |                                           |
| 14 | Achilles 1894       | 26 | 3  | 5  | 18 | 29 | 73 | 11  | -44 | Descendido.                               |

PJ = Partidos jugados; PG = Partidos ganados; PE = Partidos empatados; PP = Partidos perdidos; GF = Goles a favor; GC = Goles en contra; Pts = Puntos; DG = Diferencia de goles

### Eerste Klasse C
|    | Club             | PJ | PG | PE | PP | GF | GC | Pts | DG  |                                           |
| -- | ---------------- | -- | -- | -- | -- | -- | -- | --- | --- | ----------------------------------------- |
| 1  | Sparta Rotterdam | 26 | 18 | 4  | 4  | 57 | 25 | 40  | +32 | Clasificado al grupo final por el título. |
| 2  | Willem II        | 26 | 17 | 5  | 4  | 79 | 40 | 39  | +39 |                                           |
| 3  | BVV Den Bosch    | 26 | 13 | 7  | 6  | 53 | 26 | 33  | +27 |                                           |
| 4  | SBV Excelsior    | 26 | 13 | 6  | 7  | 65 | 42 | 32  | +23 |                                           |
| 5  | VVV Venlo        | 26 | 11 | 7  | 8  | 41 | 38 | 29  | +3  |                                           |
| 6  | MVV Maastricht   | 26 | 10 | 8  | 8  | 49 | 36 | 28  | +13 |                                           |
| 7  | Emma             | 26 | 10 | 5  | 11 | 52 | 53 | 25  | -1  |                                           |
| 8  | Sittardia        | 26 | 11 | 3  | 12 | 59 | 70 | 25  | -11 |                                           |
| 9  | SVV              | 26 | 11 | 1  | 14 | 50 | 59 | 23  | -9  |                                           |
| 10 | LONGA            | 26 | 11 | 1  | 14 | 43 | 57 | 23  | -14 |                                           |
| 11 | Brabantia        | 26 | 9  | 2  | 15 | 44 | 52 | 20  | -8  |                                           |
| 12 | Juliana          | 26 | 5  | 8  | 13 | 30 | 52 | 18  | -22 |                                           |
| 13 | HBS Craeyenhout  | 26 | 6  | 4  | 16 | 47 | 70 | 16  | -23 |                                           |
| 14 | Theole           | 26 | 4  | 5  | 17 | 36 | 85 | 13  | -49 | Descendido.                               |

PJ = Partidos jugados; PG = Partidos ganados; PE = Partidos empatados; PP = Partidos perdidos; GF = Goles a favor; GC = Goles en contra; Pts = Puntos; DG = Diferencia de goles

### Eerste Klasse D
|    | Club           | PJ | PG | PE | PP | GF | GC | Pts | DG  |                                           |
| -- | -------------- | -- | -- | -- | -- | -- | -- | --- | --- | ----------------------------------------- |
| 1  | FC Eindhoven   | 27 | 17 | 5  | 5  | 47 | 22 | 39  | +25 | Clasificado al grupo final por el título. |
| 2  | PSV Eindhoven  | 27 | 16 | 5  | 6  | 61 | 34 | 37  | +27 |                                           |
| 3  | ADO Den Haag   | 26 | 13 | 6  | 7  | 43 | 31 | 32  | +12 |                                           |
| 4  | Bleijerheide   | 26 | 11 | 6  | 9  | 46 | 32 | 28  | +14 |                                           |
| 5  | Feijenoord     | 26 | 9  | 9  | 8  | 45 | 43 | 27  | +2  |                                           |
| 6  | NAC            | 26 | 11 | 5  | 10 | 46 | 47 | 27  | -1  |                                           |
| 7  | Limburgia      | 26 | 10 | 5  | 11 | 37 | 38 | 25  | -1  |                                           |
| 8  | Hermes DVS     | 26 | 9  | 7  | 10 | 47 | 57 | 25  | -10 |                                           |
| 9  | NOAD           | 26 | 8  | 7  | 11 | 37 | 42 | 23  | -5  |                                           |
| 10 | Xerxes         | 26 | 7  | 9  | 10 | 42 | 51 | 23  | -9  |                                           |
| 11 | RBC Roosendaal | 26 | 10 | 2  | 14 | 44 | 50 | 22  | -6  |                                           |
| 12 | DHC Delft      | 26 | 9  | 4  | 13 | 48 | 67 | 22  | -19 |                                           |
| 13 | Maurits        | 26 | 6  | 7  | 13 | 47 | 57 | 19  | -10 |                                           |
| 14 | TEC Tiel       | 26 | 6  | 5  | 15 | 41 | 60 | 17  | -19 | Descendido.                               |

PJ = Partidos jugados; PG = Partidos ganados; PE = Partidos empatados; PP = Partidos perdidos; GF = Goles a favor; GC = Goles en contra; Pts = Puntos; DG = Diferencia de goles

### Grupo final por el título
|   | Club             | PJ | PG | PE | PP | GF | GC | Pts | DG |
| - | ---------------- | -- | -- | -- | -- | -- | -- | --- | -- |
| 1 | RCH              | 6  | 3  | 1  | 2  | 8  | 7  | 7   | +1 |
| 2 | FC Eindhoven     | 6  | 3  | 1  | 2  | 13 | 8  | 7   | +5 |
| 3 | Sparta Rotterdam | 6  | 2  | 2  | 2  | 11 | 8  | 6   | +3 |
| 4 | Vitesse          | 6  | 1  | 2  | 3  | 10 | 19 | 4   | -9 |

PJ = Partidos jugados; PG = Partidos ganados; PE = Partidos empatados; PP = Partidos perdidos; GF = Goles a favor; GC = Goles en contra; Pts = Puntos; DG = Diferencia de goles
|                        |
| Campeón RCH 2.° título |